# 川崎东照宫

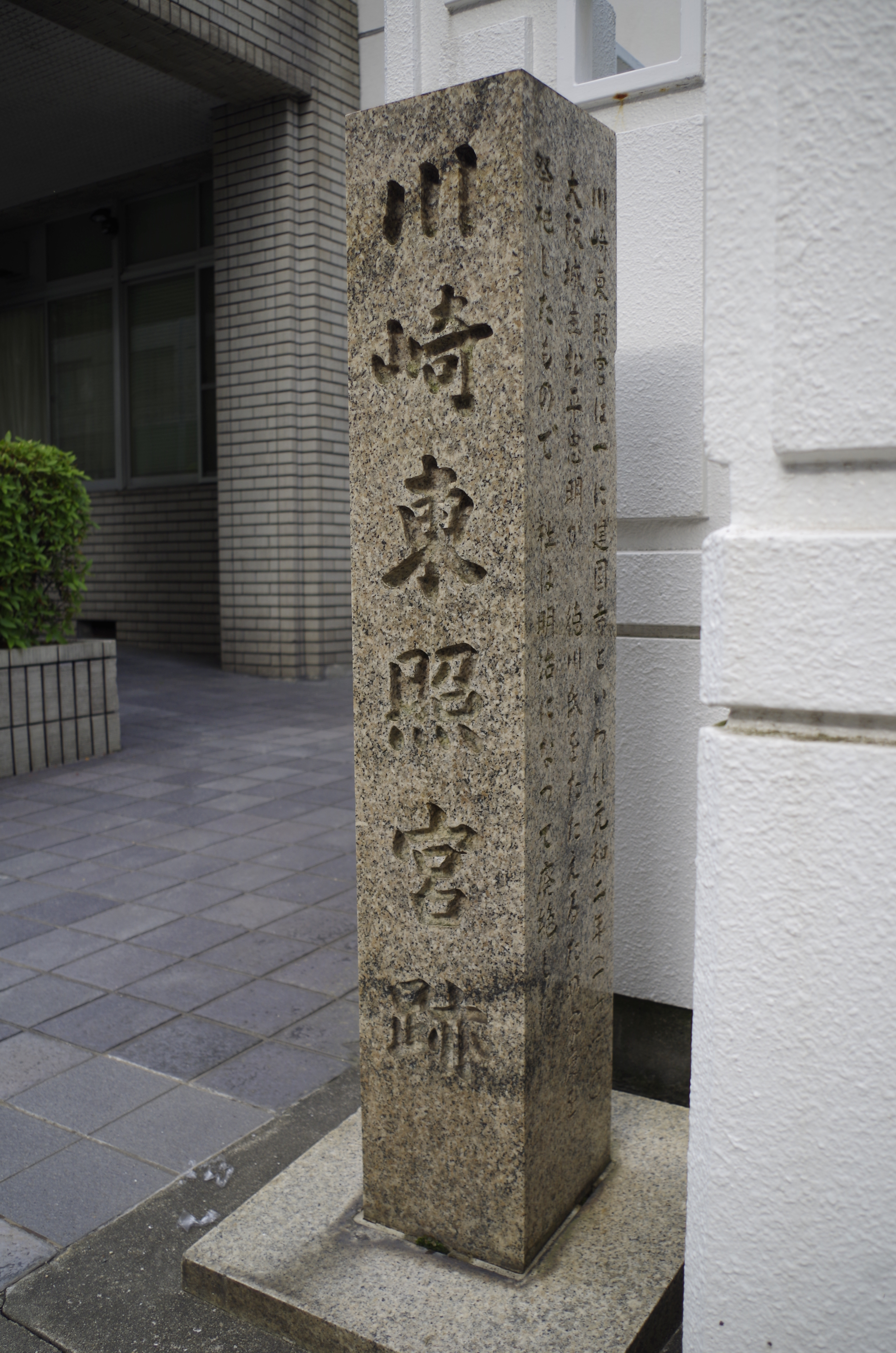
川崎東照宮跡石碑

34°41′46″N 135°31′06″E / 34.696009°N 135.518471°E
川崎东照宫是江户时代至明治初期位于摄津国（大阪府）西成郡川崎村（现大阪市北区）的神社，为供奉东照大权现（德川家康）的东照宫之一。因江户幕府的覆灭和明治维新的影响而在1873年（明治6年）被废除。旧址内现建有造币厂和大阪市立滝川小学，小学正门旁立有川崎东照宫遗址的石碑。。